# Virginia Slims of Louisville
Il Virginia Slims of Louisville è stato un torneo femminile di tennis che si disputava a Louisville (Kentucky) negli USA.

## Albo d'oro

### Singolare
| Anno | Campionessa      | Finalista    | Punteggio     |
| ---- | ---------------- | ------------ | ------------- |
| 1971 | Billie Jean King | Rosie Casals | 6-1, 4-6, 6-3 |

### Doppio
| Anno | Campionesse                | Finalista              | Punteggio     |
| ---- | -------------------------- | ---------------------- | ------------- |
| 1971 | Judy Tegart Françoise Dürr | Kerry Reid Betty Stöve | 2-6, 6-4, 6-3 |